# Dolichoderus tricolor
Dolichoderus tricolor é uma espécie de formiga do gênero Dolichoderus.